# Народна библиотека „Душан Радић” Врњачка Бања
Народна библиотека „Душан Радић” у Врњачкој Бањи се налази у објекту некадашње виле „Зора” који је сачувао типичну бањску архитектуру из прве половине 20. века.

## Историја
Прва бањска читаоница се налазила у угоститељском објекту „Шуцин павиљон” где су читаоци најчешће читали дневну штампу и расправљали о актуелним питањима из земље и света. Народна библиотека у Врњачкој Бањи данас носи назив по Душану Радићу, бањском књижевнику и лекару. Налази се у објекту некадашње виле „Зора” који је сачувао типичну бањску архитектуру из прве половине 20. века. Активни су организатор многих дешавања током целе године са посебним акцентом на период бањске сезоне. Организују књижевне вечери, трибине, предавања, промоције нових књига као и камерне концерте уз учешће и активну сарадњу многих културних, научних и других организација и институција. Године 2022. су одржали промоцију књиге „Филозофија гротеске” и збирке поезије „Револт ка гротескном” Ивана Миљаковића, трибину „Књижевност и алкохол”, изложбе „Албуми са сличицама фудбалера, светска и европска првенства” и „Руска царска породица” и разговор о књизи „Дорси” и „Четири златне птице” – Мухарем Баздуљ о Меши Селимовићу. Садрже позајмно, научно, дечје и завичајно одељење које се бави прикупљањем, обрадом и чувањем завичајног наслеђа Врњачке Бање и околине. Књижни фонд позајмног одељења садржи белетристику, домаћа и страна дела проверене вредности, класична дела светске књижевности, лектиру за средњу школу, путописе, биографије, поезију, документарну политику и популарну психологију, научног одељења садржи литературу из области уметности, природних и друштвених наука, референсну збирку са општим, националним и стручним енциклопедијама, лексиконима и речницима, завичајног одељења садржи старе и ретке књиге, а дечјег одељења око 7500 књига, сликовница, белетристике за децу и тинејџере, школске лектире и приручнике. У саставу одељења је и читаоница са двадесет и пет места.